# Zhang Lan
Zhang Lan (* 18. Oktober 1990) ist eine chinesische Ringerin. Sie wurde 2010 Vize-Weltmeisterin in der Gewichtsklasse bis 59 kg Körpergewicht.

## Werdegang
Zhang Lan begann als Jugendliche im Jahre 2003 mit dem Ringen. Die Studentin ist Mitglied des Shanxi Wrestling Clubs. Ihr Trainer ist seit 2003 Li Chonsheng. Die 1,60 Meter große Athletin ring in der Gewichtsklasse bis 59 kg, trainiert aber neuerdings bei internationalen Meisterschaften in die Gewichtsklasse bis 55 kg ab.
Auf der internationalen Ringermatte erschien sie erstmals im Jahre 2009, als sie in Taiyuan/China bei einem Welt-Cup-Turnier in der Gewichtsklasse bis 59 kg vor Katrie Patroch aus Kanada und Deanna Rix aus den Vereinigten Staaten gewann. Im Jahre 2010 wurde sie in Budapest Junioren-Weltmeisterin in der gleichen Gewichtsklasse. Auf dem Weg dazu besiegte sie Sorondsonboldyn Battsetseg aus der Mongolei, Tatjana Padilla aus den Vereinigten Staaten, Kanako Murata aus Japan und Waleria Scholobowa aus Russland.
Im gleichen Jahr nahm sie auch an der Weltmeisterschaft der Damen in Moskau teil und kam dort zu Siegen über Alena Filipowa aus Belarus, Johanna Mattsson aus Schweden und Kelsey Campbell aus den Vereinigten Staaten. Sie stand damit im Finale gegen Sorondsonboldyn Battsetseg, die sie kurz vorher bei der Junioren-Weltmeisterschaft noch geschultert hatte. Sorondsonboldyn Battsetseg nahm für diese Niederlage Revanche und besiegte Zhang Lan nach Punkten. Diese wurde damit Vize-Weltmeisterin. Im Oktober 2010 startete Zhang Lan auch noch bei den Asien-Spielen in Guangzhou. Dazu trainierte sie in die Gewichtsklasse bis 55 kg ab. Sie erreichte auch dort das Finale, in dem sie aber gegen die Olympiasiegerin und vielfache Weltmeisterin Saori Yoshida aus Japan unterlag.
Im Jahre 2011 wurde Zhang Lan bei der Weltmeisterschaft in Istanbul wieder in der Gewichtsklasse bis 55 kg eingesetzt. Sie kam dort zu einem Sieg über Marcia Yuleisei Andrades Mendoza aus Venezuela, unterlag dann aber etwas überraschend der Inderin Geeta ziemlich klar nach Punkten (0:2 Runden, 0:6 Punkte), womit sie ausschied und nur den 21. Platz erreichte.
Im April 2012 war sie dann in Taiyuan bei einem Olympia-Qualifikations-Turnier am Start. In der Gewichtsklasse bis 55 kg erreichte sie dabei hinter Han Kum-Ok aus Nordkorea und Sündewiin Bjambatseren aus der Mongolei den 3. Platz, der für einen Start in London nicht ausreicht. Eine Kompensation für diesen Misserfolg erreichte sie dann bei der zusätzlich zu den Olympischen Spielen ausgetragenen Weltmeisterschaft in Strathcona/Kanada, denn sie gewann dort in der Gewichtsklasse bis 59 kg den Weltmeistertitel vor Salina Sidakowa, Belarus, Olga Butkewitsch, Großbritannien und Tungalagiin Mönchtujaa, Mongolei.

## Internationale Erfolge
| Jahr | Platz | Wettbewerb                         | Gewichtsklasse | Ergebnisse |
| 2009 | 1.    | Welt-Cup in Taiyuan/China          | bis 59 kg      | vor Katie Patroch, Kanada, Deanna Rix, USA und Hanna Wassylenko, Ukraine                                                                            |
| 2010 | 4.    | Welt-Cup in Nanjing                | bis 55 kg      | hinter Chikako Matsukawa, Japan, Tatjana Padilla, USA und Irina Chariw, Ukraine                                                                     |
| 2010 | 1.    | Junioren-WM in Budapest            | bis 59 kg      | nach Siegen über Sorondsonboldyn Battsetseg, Mongolei, Tatjana Padilla, Kanako Murata, Japan und Waleria Scholobowa, Russland                       |
| 2010 | 2.    | WM in Moskau                       | bis 59 kg      | nach Siegen über Alena Filipowa, Belarus, Johanna Mattsson, Schweden und Kelsey Campbell, USA und einer Niederlage gegen Sorondsonboldyn Battsetseg |
| 2010 | 2.    | Asien-Spiele in Guangzhou          | bis 55 kg      | hinter Saori Yoshida, Japan, vor Aiym Abdildina, Kasachstan und Pak Yon-Hui, Nordkorea                                                              |
| 2011 | 21.   | WM in Istanbul                     | bis 55 kg      | nach einem Sieg über Marcia Yuleisi Andrades Mendoza, Venezuela und einer Niederlage gegen Geeta, Indien                                            |
| 2012 | 3.    | Olympia-Qualif.-Turnier in Taiyuan | bis 55 kg      | hinter Han Kum-Ok, Nordkorea und Sündewiin Bjambatseren, Mongolei, gemeinsam mit Salina Sidakowa, Belarus                                           |
| 2012 | 1.    | WM in Stathcona County/Kanada      | bis 59 kg      | vor Salina Sidakowa, Belarus, Olga Butkewitsch, Großbritannien und Tungalagiin Mönchtujaa, Mongolei                                                 |

## Erläuterungen
- alle Wettkämpfe im freien Stil
- WM = Weltmeisterschaft